# NGC 5171
NGC 5171 је елиптична галаксија у сазвежђу Девица која се налази на NGC листи објеката дубоког неба.
Деклинација објекта је + 11° 44' 7" а ректасцензија 13h 29m 21,6s. Привидна величина (магнитуда) објекта NGC 5171 износи 12,9 а фотографска магнитуда 13,9. NGC 5171 је још познат и под ознакама UGC 8476, MCG 2-34-20, CGCG 72-89, PGC 47339.